# Makarov
De Makarov, voluit het 9-mm Pistool Makarov (Russisch: 9-мм Пистолет Макарова, 9-mm Pistolet Makarova, letterlijk 9-mm Pistool van Makarov) is een Russisch dienstpistool, dat in 1951 de TT-33 verving.

## Invoering
Het eerste semi-automatische pistool van het Rode Leger, de TT-33, bleek al snel gebreken te vertonen. Om deze reden organiseerde het Rode Leger in 1938 een competitie om een vervanger te creëren. Als gevolg van Operatie Barbarossa zou de zoektocht naar een vervangend pistool worden gestaakt, en zou het Rode Leger vier jaar lang ten strijde trekken met het TT-33 pistool als standaardpistool.
In deze vier jaar zouden gevechtservaringen de vereisten voor een nieuw semi-automatisch pistool verduidelijken:
- Kleiner en lichter dan de TT-33
- Een double action trekker mechanisme
- Een kogel met verhoogd dodelijk vermogen

Een ontwerp van Nikolaj Makarov, zowel uiterlijk als mechanisch geïnspireerd door het Walther PP pistool, zou uiteindelijk in 1951 winnen, en zodoende worden ingevoerd ter vervanging van de TT-33.

## Patroon en ballistiek
De 9×18mm Makarov patroon bestaat uit een 6,1 gram kogel, 0,25 gram kruitlading, gelakte stalen of koperen huls, en slaghoedje.
De kogel heeft een eigenlijke diameter van 9,2mm, en de patroon is niet te verschieten in 9×19mm Parabellum wapens.
De patronen worden in pakjes van zestien patronen verpakt, zodat de twee patroonmagazijnen die bij het pistool horen beiden volledig gevuld kunnen worden. Tachtig pakjes worden in een ijzeren doos verpakt, waarvan er twee in een houten krat worden geplaatst. Deze houten krat met 2560 patronen weegt ongeveer 33 kilogram.
| Afstand, m | Verheffing (verlaging) t.o.v. de gemiddelde kogelbaan op een afstand van 25 m | Verheffing (verlaging) t.o.v. de gemiddelde kogelbaan op een afstand van 25 m | Spreidingscirkel, cm | Spreidingscirkel, cm |
| Afstand, m | Met een mikpunt 12,5 cm hoog op het doel                                      | Met een mikpunt midden op het doel                                            | 100% van de schoten  | 50% van de schoten   |
| ---------- | ----------------------------------------------------------------------------- | ----------------------------------------------------------------------------- | -------------------- | -------------------- |
| 10         | + 5,0                                                                         | 0                                                                             | 3,5                  | 2,0                  |
| 15         | + 7,8                                                                         | +0,3                                                                          | 5,0                  | 2,0                  |
| 20         | +10,2                                                                         | +0,2                                                                          | 6,5                  | 4,0                  |
| 25         | +12,5                                                                         | 0                                                                             | 7,5                  | 4,5                  |
| 30         | +13,9                                                                         | -0,5                                                                          | 9,0                  | 6,0                  |
| 40         | +16,0                                                                         | -2,5                                                                          | 12,0                 | 7,0                  |
| 50         | +16,8                                                                         | -5,7                                                                          | 16,0                 | 8,0                  |

## Toebehoren
De Makarov werd verstrekt met een holster, één reserve patroonmagazijn, een pompstok en een pistoolkoord. De pompstok en het reserve patroonmagazijn werden in het holster opgeborgen, terwijl het pistoolkoord aan het pistool werd bevestigd.